# San Cristóbal (vulkaan)

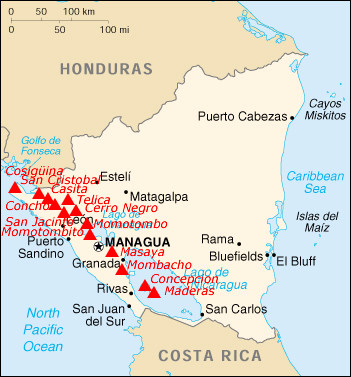
Overzicht van vulkanen in Nicaragua.

De San Cristóbal is met 1745 m de hoogste vulkaan in Nicaragua. De kegelvormige stratovulkaan barstte voor het laatst uit in 2012. Hij is gelegen in de Cordillera Los Maribios in het departement Chinandega vlak bij de hoofdstad Chinandega.
San Cristóbal maakt deel uit van een complex van vijf vulkanen met dezelfde naam:
- De Chonco ligt 4 km naar het westen;
- De Moyotepe 4 km naar het noordoosten;
- Aan de oostflank van de San Cristóbal ligt de Casitas, die in 1998 een dorp met een aardverschuiving bedolven heeft;
- Ten slotte ligt Pelona aan het oostelijke eind van het complex.

De San Cristóbal is de jongste vulkaan van het complex. Het is een bijna symmetrische stratovulkaan. De zuidwestelijke helling is de langste en de rand van de krater is aan die kant 140 m hoger dan de noordoostelijke rand. De krater heeft een diameter van 500 bij 600 m. De vulkaan was eens met tropische vegetatie bedekt, maar grote hoeveelheden gas en rook hebben die vegetatie doen sterven.
De vroegst beschreven uitbarsting dateert uit 1685. De vulkaan is actief en spuwt voortdurend grote hoeveelheden gas en rook uit. In september 2009 werd bericht dat as op omringende plaatsen viel. Een nieuwe uitbarsting begon in september 2012 met een vier kilometer hoge aswolk en 3000 mensen die in de buurt wonen werden geëvacueerd.